# Velde
Velde este o localitate din comuna Steinkjer, provincia Nord-Trøndelag, Norvegia, cu o suprafață de 0,37 km² și o populație de 397 locuitori (2013).